# 湊ジュリアナ
湊 ジュリアナ（みなと ジュリアナ、1988年9月16日 - ）は、日本のファッションモデル。ブラジル人と日本人のハーフ。

## 略歴
2002年開催のエリート・モデル・ルック日本大会でファイナリスト入りをし、モデル活動を開始。『spring』、『PS』、『VoCE』、ならびに『sweet』などの女性向けファッション雑誌・美容雑誌でモデルを務めた。
過去にはエリートジャパン、スターダストプロモーションに所属していた。2018年12月、7年間所属したスターダストプロモーションを退社し、フリーランスに転じたことを自身のブログで発表した。

## 出演

### テレビ番組
- めざましテレビ（フジテレビ） - 早耳ムスメ（2005年3月 - ）
- 東京上級デート（テレビ朝日） - #72 深大寺（2013年10月2日）

### CM
- カネボウ ラブーシュカ（2006年）
- リプトン リモーネ「キラキラバンド」編（2008年）